# Hubert Saleur
Hubert Saleur (* 28. Dezember 1960 in Aix-en-Provence) ist ein französischer mathematischer Physiker.
Hubert Saleur studierte 1981 bis 1985 an der École normale supérieure in Paris und wurde 1987 an der Universität Paris VI promoviert. Als Post-Doktorand forschte er bis 1990 für das CNRS am Institut für Theoretische Physik in Saclay. 1991 wurde er Assistant Professor und  1992 Associate Professor an der Yale University, 1993 Associate Professor an der University of Southern California (USC) und 1996 wurde er dort Professor. 1999 bis 2002 war er Mitglied des Center for Theoretical Physics von USC und Caltech. In Halbzeit ist er auch seit 2004 Forschungsdirektor am Institut für Theoretische Physik in Saclay.
Er befasst sich mit niedrigdimensionaler Quantenfeldtheorie (konforme Feldtheorien u. a.) und statistischer Mechanik mit Anwendungen in der Festkörperphysik (Quantenhalleffekt, Luttingerflüssigkeiten, Quantenpunkte, integrable Systeme und Bethe-Ansatz, Nichtgleichgewichtstransport in Nanostrukturen, Phasenübergänge in ungeordneten elektronischen Systemen). Er befasste sich auch mit Geophysik (Erdbeben). 1987 gelang ihm mit Bertrand Duplantier durch Abbildung auf ein Coulombgas die exakte Bestimmung der kritischen Exponenten der Perkolation in zwei Dimensionen und der fraktalen Dimension des Randes des unendlichen Perkolationsclusters. 2017 zeigte er topologische Erhaltung von Kohärenz in dissipativen quantenmechanischen Systemen und studierte in den 2000er Jahren Phasenübergänge und Quantenverschränkungsentropie in ungeordneten quantenmechanischen Festkörpersystemen.
Saleur arbeitete viel mit Jesper Jacobsen zusammen, der ebenfalls Träger des Paul Langevin Preises ist.
1987 erhielt er mit B. Duplantier den Doisteau-Blutel-Preis der Académie des Sciences. 1991 war er Packard Fellow und 1993 erhielt er einen National Young Investigator Award der National Science Foundation. 2001 erhielt er einen Humboldt-Forschungspreis. 2011 erhielt er die Silbermedaille des CNRS. 2018 erhielt er den Prix Jean Ricard. 2019 erhielt er den Grand Prix Jean Ricard der französischen physikalischen Gesellschaft. 2015 erhielt er einen ERC Advanced Grant.
Neben der französischen hat er die US-amerikanische Staatsbürgerschaft.

## Schriften (Auswahl)
- mit B. Duplantier: Exact determination of the percolation hull exponent in two dimensions, Phys. Rev. Lett., Band 58, 1987, S. 2325
- mit B. Duplantier: Exact tricritical exponents for polymers at the FTHETA point in two dimensions, Phys. Rev. Lett., Band 59, 1987, S. 539
- mit P. Di Francesco, J. B. Zuber: Relations between the Coulomb gas picture and conformal invariance of two-dimensional critical models, Journal of Statistical Physics, Band 49, 1987, S. 57–79
- mit B. Duplantier: Exact critical properties of two-dimensional dense self-avoiding walks, Nucl. Phys. B, Band 290, 1987, S. 291–326
- mit Claude Itzykson, Jean-Bernard Zuber (Hrsg.): Conformal invariance and applications to statistical mechanics, World Scientific 1988
- mit V. Pasquier: Common structures between finite systems and conformal field theories through quantum groups, Nucl. Phys. B, Band 330, 1990, S. 523–556
- Polymers and percolation in two dimensions and twisted N= 2 supersymmetry, Nucl. Phys. B, Band 382, 1992, S. 486–531
- mit L.Rozansky: Quantum field theory for the multi-variable Alexander-Conway polynomial, Nucl. Phys. B, Band 376, 1992, S. 461–509
- mit P. Fendley, A. W. W. Ludwig: Exact conductance through point contacts in the ν= 1/3 fractional quantum Hall effect, Phys. Rev. Lett., Band 74, 1995, S. 3005
- mit P. Fendley, A. W. W. Ludwig: Exact nonequilibrium dc shot noise in Luttinger liquids and fractional quantum Hall devices, Phys. Rev. Lett., Band 75, 1995, S. 2196
- mit P. Fendley, A. W. W. Ludwig: Exact nonequilibrium transport through point contacts in quantum wires and fractional quantum Hall devices, Phys. Rev. B, Band 52, 1995, S. 8934
- mit A. LeClair, G. Mussardo, S. Skorik: Boundary energy and boundary states in integrable quantum field theories, Nucl. Phys. B, Band 453, 1995, S. 581–618, Arxiv
- mit C. G. Sammis, D. Sornette: Discrete scale invariance, complex fractal dimensions, and log‐periodic fluctuations in seismicity, Journal of Geophysical Research, Band 101, 1996, S. 17661–17677
- mit Y. Huang, C. Sammis, D. Sornette; Precursors, aftershocks, criticality and self-organized criticality, Europhysics Letters, Band 41, 1998, S. 43
- mit N. Read: Exact spectra of conformal supersymmetric nonlinear sigma models in two dimensions, Nucl. Phys. B, Band 613, 2001, S. 409–444
- mit E. Boulat, P. Schmitteckert: Twofold advance in the theoretical understanding of far-from-equilibrium properties of interacting nanostructures, Phys. Rev. Lett., Band 101, 2008, S. 140601